# ميشيل دو
ميشيل دو (بالإنجليزية: Michelle Do)‏ هي لاعبة تنس الطاولة أمريكية، ولدت في 1983.

## وصلات خارجية
- ميشيل دو على موقع أوليمبيديا (الإنجليزية)